# Naoto Ando
Naoto Ando (安藤 由翔 Ando Naoto?), född 28 augusti 1991 i Hyōgo prefektur, är en japansk fotbollsspelare.
Ando började sin karriär 2013 i Gainare Tottori. Han spelade 66 ligamatcher för klubben. 2016 flyttade han till Renofa Yamaguchi FC. Efter Renofa Yamaguchi FC spelade han för Tochigi SC, Giravanz Kitakyushu och Fujieda MYFC.